# Cratere Gregory (Venere)
Gregory è un cratere sulla superficie di Venere. È dedicato alla scrittrice irlandese Augusta Gregory.